# Holdkarmú kenguru
A holdkarmú kenguru (Onychogalea lunata) a kúszóerszényes-alakúak (Diprotodontia) rendjéhez, ezen belül a kengurufélék (Macropodidae) családjához tartozó faj.

## Elterjedése
Ausztrália déli részén volt honos.

## Tulajdonságai
Gyors és rafinált faj volt, de ha sarokba szorították, könnyen zsákmánnyá vált. Hossza 30 centiméter körüli volt.

## Kihalása
Utolsó egyedét 1930-ban látták.